# Songs of Experience (U2)
Songs of Experience is het veertiende studioalbum van de Ierse rockband U2. Het album werd uitgebracht op 1 december 2017.

## Achtergrondinformatie
Na het uitbrengen van voorganger Songs of Innocence in 2014, dook U2 de studio in om aan een nieuw album te werken. In augustus 2016 kondigde Bono al aan dat U2 in 2017 met een nieuw album en een nieuwe tournee zou komen. Voorafgaand aan "Songs of Experience", verscheen de single You're the Best Thing About Me (september 2017). Na het uitbrengen van het album verschenen nog Get Out of Your Own Way (december 2017), Summer of Love (januari 2018) en Love Is Bigger Than Anything in Its Way (april 2018). In eerste instantie wilde de band het album in het najaar van 2016 al uitbrengen, maar vanwege de uitslag van het Brexit-referendum en de verkiezing van Donald Trump tot president van de Verenigde Staten werd de release uitgesteld tot 1 december 2017. Dit omdat de bandleden door deze gebeurtenissen een paar nummers wilden herschrijven of toevoegen. Volgens Bono zijn "op z’n minst een kwart" van de nummers herschreven. "De wereld is veranderd, dramatisch veranderd", aldus Bono.
"Songs of Experience" is een bescheidener en minder bombastisch album dan de voorganger. Er staan wel wat stevige nummers of (zoals The Blackout of American Soul), maar het album bevat ook veel 'feelgood'-nummers, met een lach, traan en de melancholie van de dingen die voorbij gaan. Bono verwijst meerdere keren naar de dood, waarbij hij zowel verwijst naar het ontvallen van naasten (The Little Things That Give You Away) als zijn eigen gezondheidsproblemen waarop hij in verschillende interviews hintte (Lights of Home). Ook doet hij liefdesbetuiging aan zijn vrouw Ali in You’re The Best Thing About Me. Ook staan er politiek beladen nummers op het album. The Blackout gaat bijvoorbeeld over het huidige politieke klimaat met de opkomst van het populisme, in Get Out of Your Own Way wordt kritiek geuit op president Trump, en Summer of Love gaat over de Syrische vluchtelingencrisis. Maar de voornaamste boodschap het album, is dat liefde alles overwint; soms zelfs de dood, soms zelfs iemand als Trump en soms zelfs een gruwelijke catastrofe als de vluchtelingencrisis. Met dit album wil U2, naar eigen zeggen, "vreugde brengen in waanzinnige tijden". Daarnaast gebruikte de band een in de muziek beproefde tactiek: schrijven alsof dit het laatste album is dat je ooit mag maken. "Dat heeft bevrijdend gewerkt", zei Bono. "Wat we nog absoluut wilden zeggen, is nu gezegd. Maar ik geloof niet dat dit onze laatste plaat is. Het voelt eerder als een nieuw begin". Tijdens een telefonisch interview bij Ruud de Wild op NPO Radio 2, zei Bono zei over het album: "Het zit vol met uitdagende vreugde. We hebben dit album geschreven met de insteek: wat als het de laatste is... Het zijn brieven aan de mensen waar ik van hou. Mijn vrouw, dochters, zonen en het publiek". 
Om het album te promoten, ging U2 op tournee. Tijdens deze Experience + Innocence Tour trad U2 op 7 en 8 oktober 2018 op in de Ziggo Dome in Amsterdam.

## Tracklist
Alle nummers zijn geschreven door Bono; alle muziek is door de hele band geschreven, tenzij anders is aangegeven. Het album bestaat uit de volgende nummers:

| 1.                 | Love Is All We Have Left                |          | 2:41 |
| 2.                 | Lights of Home                          | U2, Haim | 4:16 |
| 3.                 | You're the Best Thing About Me          |          | 3:45 |
| 4.                 | Get Out of Your Own Way                 |          | 3:58 |
| 5.                 | American Soul                           |          | 4:21 |
| 6.                 | Summer of Love                          |          | 3:24 |
| 7.                 | Red Flag Day                            |          | 3:19 |
| 8.                 | The Showman (Little More Better)        |          | 3:23 |
| 9.                 | The Little Things That Give You Away    |          | 4:55 |
| 10.                | Landlady                                |          | 4:01 |
| 11.                | The Blackout                            |          | 4:45 |
| 12.                | Love Is Bigger Than Anything in Its Way |          | 4:00 |
| 13.                | 13 (There Is a Light)                   |          | 4:19 |
| Totale duur: 51:07 |                                         |          |      |

| Nr. | Titel                                       | Schrijver(s)     | Duur |
| --- | ------------------------------------------- | ---------------- | ---- |
| 14. | Ordinary Love (Extraordinary mix)           | U2, Danger Mouse | 3:47 |
| 15. | Book of Your Heart                          |                  | 3:55 |
| 16. | Lights of Home (St. Peter's String Version) |                  | 4:33 |
| 17. | You're the Best Thing About Me (Kygo remix) |                  | 4:16 |

Bono · The Edge · Adam Clayton · Larry Mullen jr.